# كلايف هنت
كلايف هنت (بالإنجليزية: Clive Hunt)‏ هو ملحن ومنتج أسطوانات جامايكي، ولد في 31 مايو 1952.

## وصلات خارجية
- كلايف هنت على موقع IMDb (الإنجليزية)
- كلايف هنت على موقع ميوزك برينز (الإنجليزية)
- كلايف هنت على موقع ديسكوغز (الإنجليزية)